# Soigne ta droite
Soigne ta droite är en fransk-schweizisk komedifilm från 1987 i regi av Jean-Luc Godard.

## Utmärkelser
Filmen vann Louis Delluc-priset 1987.

## Roller (urval)
- Jane Birkin – cikadan
- Michel Galabru – amiralen
- Dominique Lavanant – amiralens hustru
- Pauline Lafont – golfaren
- Eva Darlan – passageraren
- Isabelle Sadoyan – mormodern
- Laurence Masliah – den klassiska älskaren
- Agnès Sourdillon – camparen
- Jacques Villeret – individen
- François Périer – mannen
- Rufus – polisen